# イーグル・アトランティック航空
イーグル・アトランティック航空（Eagle Atlantic Airlines）は、アクラを拠点とするガーナの航空会社。拠点空港はコトカ国際空港。2013年10月に営業を開始した。

## 就航路線
2013年10月の就航路線は以下
|  | ハブ     |
|  | 就航予定 |
|  | 廃止     |

## 機材
運用中の機材は以下